# José Dias Coelho
José Dias Coelho (n. 19 iunie 1923, Pinhel, Beiras e Serra da Estrela⁠(d), Portugalia – d. 19 decembrie 1961, Lisabona, Portugalia) a fost un pictor și sculptor portughez, un antifascist și un membru important al Partidului Comunist Portughez.
În tinerețe, José Dias Coelho s-a alăturat Frontului Academic Antifascist. Mai târziu, ca student al Academiei de Artă din Lisabona, a fost membru al Mișcarea Unității Democratice Juvenile. În 1947 a participat la numeroase demonstrații studențești, militând activ pentru crearea unei Asociații Academice la Academia de Artă și împotriva reuniunii NATO din 1952 de la Lisabona. Ca urmare a acestor acțiuni, a fost expulzat din Academia de Artă, i s-a interzis înscrierea la orice altă facultate a țării și a fost destituit din funcția de profesor de la secția tehnică a sistemului educațional. S-a alăturat Partidului Comunist Portughez la vârsta de douăzeci de ani și a devenit curând un membru important al rețelei clandestine a partidului care lupta împotriva fasciștilor.
A murit ca militant clandestin al partidului fiind asasinat de PIDE, poliția politică a regimului Estado Novo, la 19 decembrie 1961 pe strada da Creche din Lisabona, (acum strada José Dias Coelho).
În 1972, Zeca Afonso⁠(d) a lansat o melodie intitulată A Morte Saiu à Rua (Moartea este pe străzi), un omagiu adus lui Dias Coelho.